# Reliefenergie

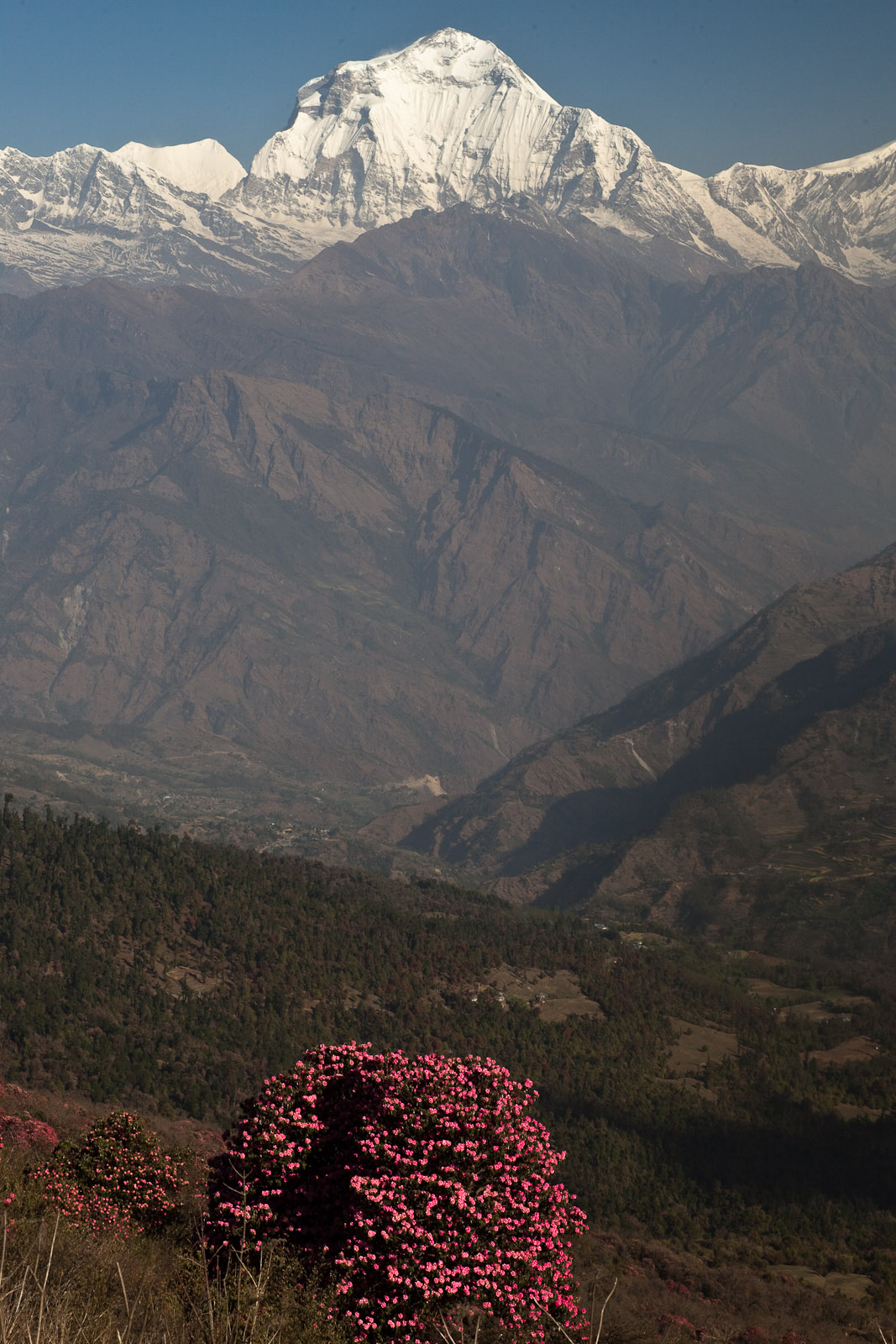
Die größte Reliefenergie der Landoberfläche hat die Dhaulagiri-Südwand im nepalesischen Himalaya mit 4.622 m Höhenunterschied

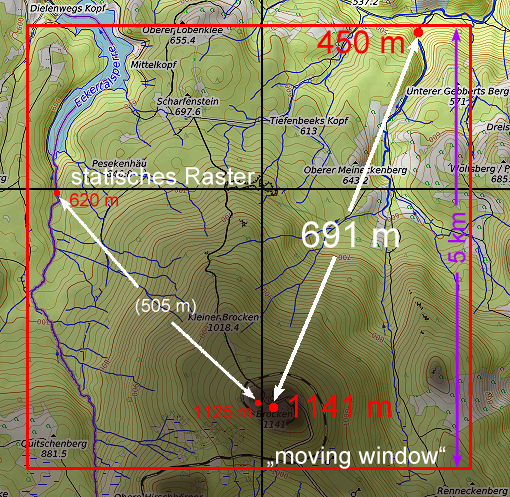
Berechnung der Reliefenergie am Beispiel Harz: Beim statischen Raster (5 × 5 km, schwarze Zellen) ist der höchste Punkt (Brocken) nicht überall ganz erfasst und der niedrigste Punkt liegt (in der Beispielzelle unten links) ebenfalls ungünstig, sodass die Reliefenergie hier nur 505 m maximaler Höhenunterschied beträgt, während sie mit der „moving window“-Technik – bei der die (rote) Zelle „sinnvoll“ ausgerichtet ist – realistischer bei 691 m liegt. Obwohl der Brocken klimatisch und ökologisch knapp bis in die Hochgebirgsregion reicht, weist die Reliefenergie den Harz klar als Mittelgebirge aus

Reliefenergie, Reliefunterschied, relative Höhe oder relatives Relief sind Werte in der Geomorphologie, um die tatsächlichen (relativen) Höhenunterschiede verschiedener Geländeausschnitte – unabhängig von der absoluten Höhe über dem Meeresspiegel – miteinander zu vergleichen. Damit entsteht ein Maß für die potentielle Energie der Geländeformen für das gewählte Gebiet. Es gibt zwei klassische Verfahren:
- Berechnung des durchschnittlichen maximalen Höhenunterschiedes der Geländeeinheit durch Feststellung der Unterschiede zwischen dem höchsten und niedrigsten Punkt im untersuchten Raumausschnitt; im Allgemeinen in Meter auf eine bestimmte Entfernung bezogen, die durch ein entsprechend großes Raster festgelegt wird (beispielsweise in einem Radius von fünf Kilometern Luftlinie) oder auf eine Flächeneinheit bezogen (etwa m/km²); früher eher vage auf die Gesamtfläche bezogen (etwa Gebirge und Umland).
- Statt des Höhenunterschiedes wird bei den gleichen vorgenannten Ausgangsvoraussetzungen die durchschnittlichen Steilheit in Grad (°) oder Prozent (%) ermittelt.

Die Verwendung eines statischen Rasters ist wenig sinnvoll, weil dabei zwangsläufig Zellen entstehen, bei denen der höchste oder tiefste Punkt an einem Hang liegt, während die tatsächlichen Gipfel oder Senken bereits in der benachbarten Zelle liegen. Dies wird bei modernen, computergestützten Berechnungen mit der sogenannten „moving window“-Technik vermieden, bei der die (gleich großen) Rasterzellen den tatsächlichen Gegebenheiten angepasst werden (siehe Abbildung Beispiel Harz). Trotz allem sind die Werte bei diesem Verfahren aufgrund der Reduktion aller Zwischenhöhen ungeeignet, um quantitative Vergleiche verschiedener Gebirge anzustellen (zwei Gebirge mit einer identischen Reliefenergie können grundverschiedene Geländeformen, Hangneigungen und unterschiedlich viele Gipfel aufweisen). Daher wird die Reliefenergie häufig nur qualitativ im Sinne kategorialer Begriffe (gering, mäßig, stark, steil, schroff u. ä.) oder zur groben Reliefklassifikation der Gebirgstypen verwendet.

## Definition
Der Begriff Reliefenergie geht auf Albrecht Penck (1894) zurück. Um einer präziseren Bezeichnung willen spricht man heute jedoch meist vom „relativem Relief“.
Die Ergebnisse verschiedener Autoren sind nur bedingt miteinander vergleichbar, da es keine einheitliche Festlegung der untersuchten Flächengröße beziehungsweise der Rasterzellengröße gibt, sodass dieser Bezugswert bei jeder Beurteilung relativer Höhen mit berücksichtigt werden muss. So wählte etwa Joseph Partsch (1911) eine Größe von 32 km² je Zelle, während Norbert Krebs (1922) gar kein Raster verwendete und sich stattdessen auf „benachbarte“ Täler und Höhen bezog.
Je kleiner die betrachtete Flächeneinheit, desto kleiner sind in der Regel die Höhenunterschiede; allerdings werden die Unterschiede pro Kilometer größer. Dieser Umstand führt dazu, dass für Hochgebirge eher kleine Rasterzellen, für Mittelgebirge mittelgroße und für schwache Reliefformen (Hügelland, Ebenen) große Rasterzellen (= Abstände der Höhendifferenz) verwendet werden (siehe Tabelle im nächsten Abschnitt).

### Verwendung in der theoretischen Geomorphometrie
Der Begriff Reliefenergie wurde deshalb eingeführt, um die Höhenunterschiede in einem Gebiet unabhängig vom Meeresspiegel (absolute Höhe) besser fassen zu können. So liegen zwar Hochplateaus (zum Beispiel Hochland von Tibet) oft in großer Höhe über dem Meeresspiegel, weite Gebiete sind jedoch relativ eben und besitzen kaum Reliefenergie. Die Seealpen am Mittelmeer reichen zwar nur in relativ geringe Höhe, haben aber aufgrund ihres Fußes auf Meeresspiegelniveau eine große Reliefenergie.
Verwendet wird die Größe etwa für die Definition geomorphometrischer Terrain-Klassen (sofern zusätzliche Werte wie Flächenreliefbezug oder absolute Höhe angegeben sind, gelten sie als und-Verknüpfung mit der Höhendifferenz):
| Typ                                                                              | Relatives Relief (flächenbezogen) | Höhendifferenz (streckenbezogen) | bezogen auf                      | zum Vergleich*        |
| Barsch & Caine (1984)                                                            | Barsch & Caine (1984)             | Barsch & Caine (1984)            | Barsch & Caine (1984)            | Barsch & Caine (1984) |
| -------------------------------------------------------------------------------- | --------------------------------- | -------------------------------- | -------------------------------- | --------------------- |
| Hilly terrain (Hügelland)                                                        | 50 m                              | 50–100 m                         | 1 km² / 5 km                     | 10–20 m/km            |
| Mountainous terrain (Bergland/Mittelgebirge)                                     | 100 m                             | 100–500 m                        | 1 km² / 5 km                     | 20–100 m/km           |
| Mountain system (Gebirge)                                                        | 200 m                             | 500–1000 m                       | 1 km² / 5 km                     | 100–200 m/km          |
| High mountain system (Hochgebirge)                                               | 500 m                             | > 1000 m                         | 1 km² / 5 km                     | >200 m/km             |
| Nationalatlas Bundesrepublik Deutschland (2003)                                  |                                   |                                  |                                  |                       |
| Geringe Reliefenergie (Norddeutsches Tiefland)                                   | 0–50 m                            |                                  | 2,9 km² (= ø ca. 1 km Distanz)** | 0–50 m/km             |
| Mittlere Reliefenergie (Mittelgebirgsschwelle, Schichtstufenland)                | 50–300 m                          |                                  | 2,9 km² (= ø ca. 1 km Distanz)** | 50–300 m/km           |
| Hohe Reliefenergie (Alpen, Schwarzwald, Bayerischer Wald u. a.)                  | 300–1840 m                        |                                  | 2,9 km² (= ø ca. 1 km Distanz)** | 300–1840 m/km         |
| Bhunia et al. (2012) „relative relief“ für die Morobe Province (Papua-Neuguinea) |                                   |                                  |                                  |                       |
| Very low (sehr niedrig)                                                          | <500 m                            |                                  | 100 km² (= ø ca. 6 km Distanz)** | <83 m/km              |
| Low (niedrig)                                                                    | 500–1000 m                        |                                  | 100 km² (= ø ca. 6 km Distanz)** | 83–167 m/km           |
| Moderate (mäßig)                                                                 | 1000–1500 m                       |                                  | 100 km² (= ø ca. 6 km Distanz)** | 167–250 m/km          |
| High (hoch)                                                                      | 1500–2000 m                       |                                  | 100 km² (= ø ca. 6 km Distanz)** | 250–333 m/km          |
| Very high (sehr hoch)                                                            | >2000 m                           |                                  | 100 km² (= ø ca. 6 km Distanz)** | >333 m/km             |
|                                                                                  | Absolute Höhe                     | Höhendifferenz (streckenbezogen) | bezogen auf                      | zum Vergleich*        |
| Siegfried Passarge (1921)                                                        |                                   |                                  |                                  |                       |
| Flachland                                                                        | ./.                               | 0–50 m                           | Umland (20 km)***                | 0–2,5 m/km            |
| Hügelland                                                                        | ./.                               | 50–200 m                         | Umland (20 km)***                | 2,5–10 m/km           |
| Bergland                                                                         | ./.                               | 200–500 m                        | Umland (20 km)***                | 10–25 m/km            |
| Mittelgebirge                                                                    | ./.                               | 500–1000 m                       | Umland (20 km)***                | 2,5–50 m/km           |
| Hochgebirge                                                                      | ./.                               | >1000 m                          | Umland (20 km)***                | >50 m/km              |
| Meybeck et al. (2001) „Relief roughness“                                         |                                   |                                  |                                  |                       |
| Plains (Tiefebenen)                                                              | 0–200 m                           | <140 m                           | ~28 km****                       | <5 m/km               |
| Lowlands & platforms (Hügelland)                                                 | 0–500 m                           | 140–560 m                        | ~28 km****                       | 5–20 m/km             |
| Mid-altitude plains (Mittelhohe Ebenen u. Tafelland)                             | 200–500 m                         | <140 m                           | ~28 km****                       | <5 m/km               |
| High-altitude plains (Hohe Hochebenen)                                           | >500 m                            | <140 m                           | ~28 km****                       | <5 m/km               |
| Rugged lowlands & hills (Rumpfflächen u. niedrige Mittelgebirge)                 | 200–500 m                         | >560 m                           | ~28 km****                       | >20 m/km              |
| Low & mid-altitude mountains (Mittelhohe Gebirge)                                | 500–2000 m                        | >560 m                           | ~28 km****                       | >20 m/km              |
| Low & mid-altitude plateaus (Plateauberge u. Vorgebirgsplateaus)                 | 500–2000 m                        | 140–1120 m                       | ~28 km****                       | 5–40 m/km             |
| High & very high plateaus (Hochplateaus)                                         | 2000–6000 m                       | 280–1120 m                       | ~28 km****                       | 10–40 m/km            |
| High & very high mountains (Hochgebirge)                                         | >2000 m                           | >1120 m                          | ~28 km****                       | >40 m/km              |
| Karagülle et al. (2018) „Relative relief“                                        |                                   |                                  |                                  |                       |
| Low mountains (Mittelgebirge)                                                    | ./.                               | 300–900 m                        | 6 km                             | 50–150 m/km           |
| High mountains (Hochgebirge)                                                     | ./.                               | >900 m                           | 6 km                             | >150 m/km             |

### Verwendung in der geowissenschaftlichen Praxis

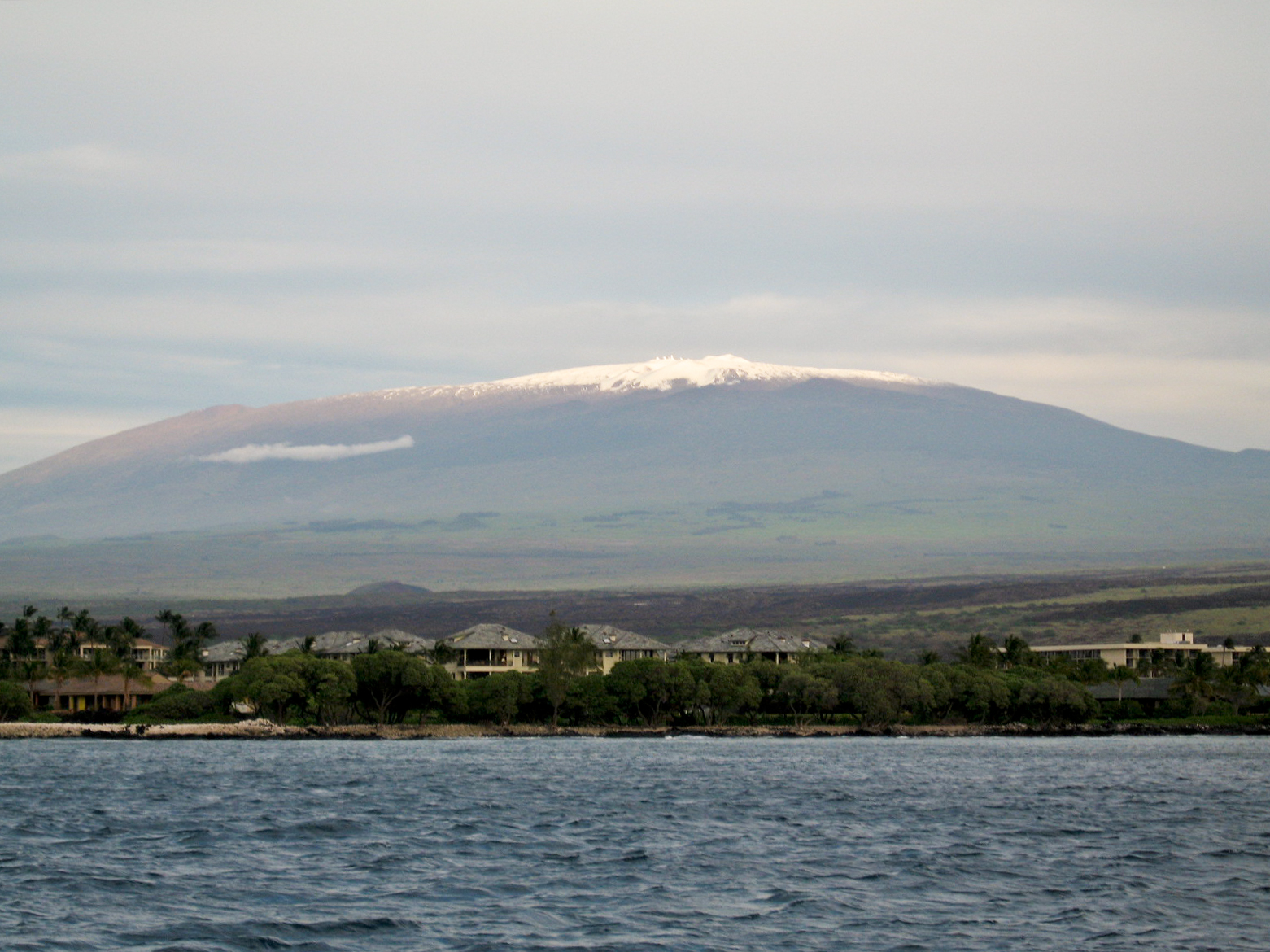
Der größte Höhenunterschied eines Gebirges liegt bei 10.203 m zwischen dem Gipfel des Mauna Kea (Hawaii) und der tiefsten, untermeerischen Stelle am Fuß des Berges

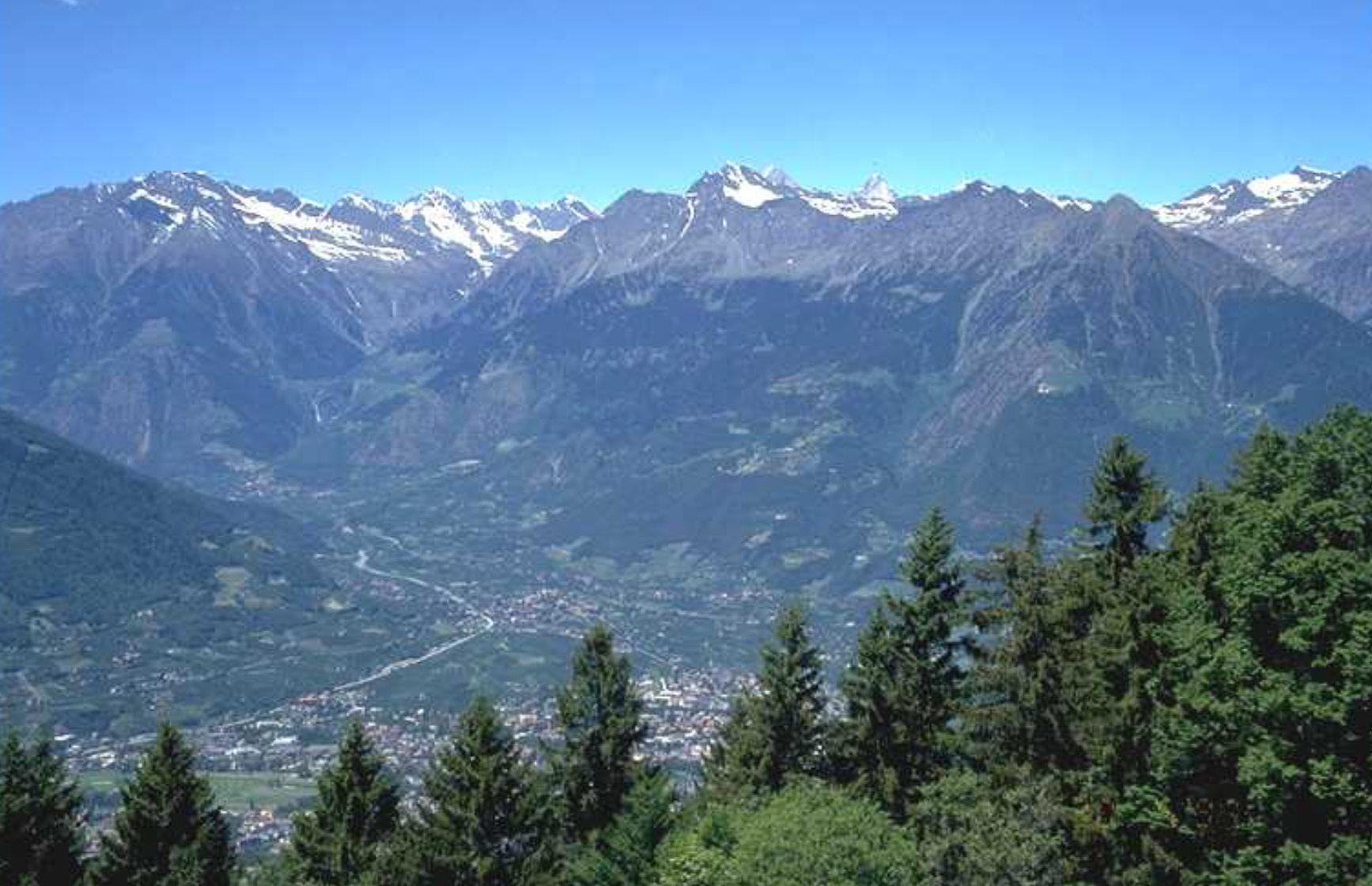
Meran (Südtirol) und seine Bergwelt: Der Höhenunterschied zwischen Etschtal-Grund und den 3000er-Berggipfeln beträgt 2500 m

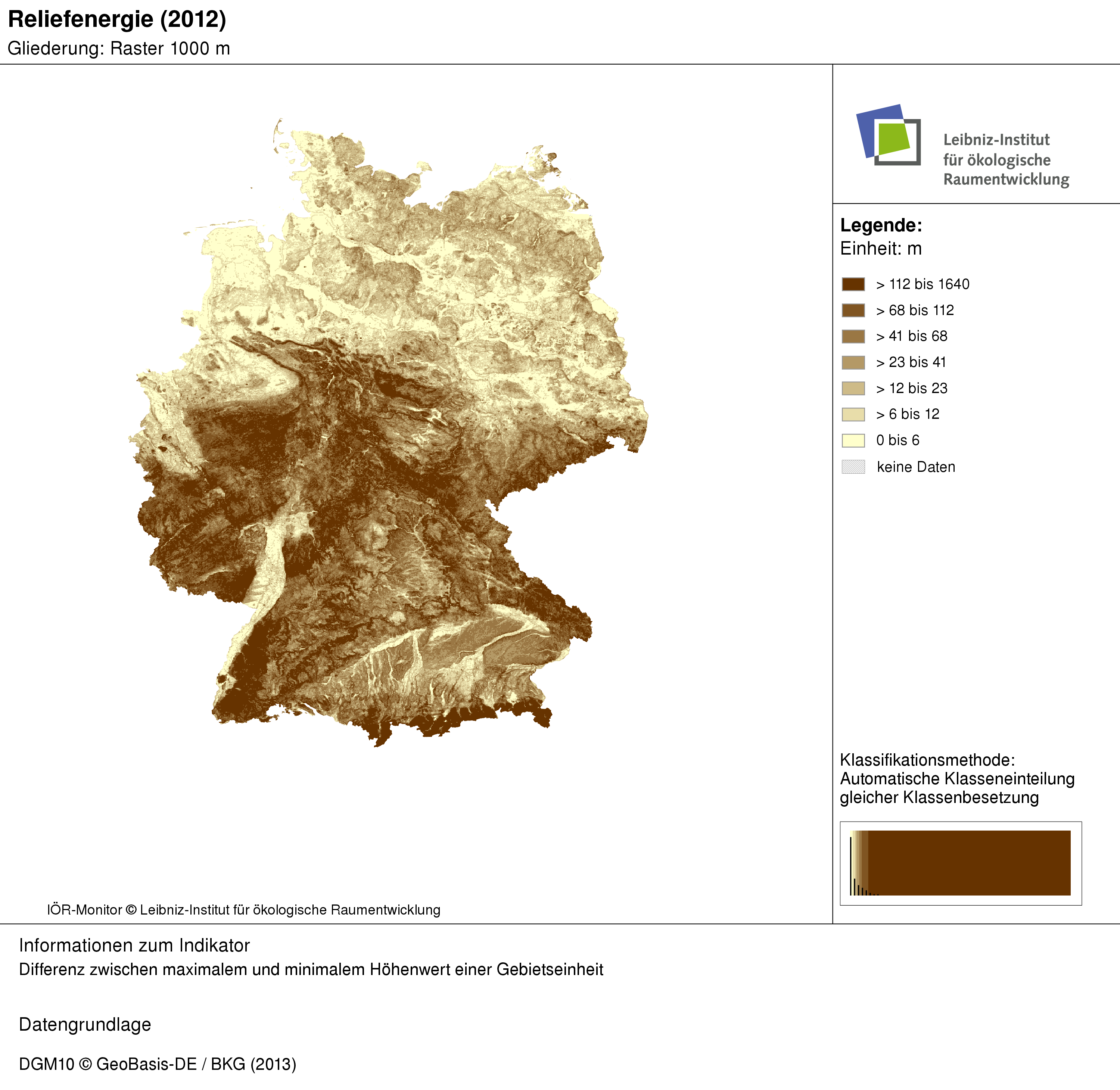
Die Karte des IÖR-Monitors zeigt anschaulich die unterschiedlichen Reliefenergien in Deutschland (Rasterweite 1 km²).

Die Reliefenergie wird in der Praxis vor allem angewendet, um mit ihrer Hilfe eventuell auftretende Bodenerosion besser abschätzen zu können. Sie ist keine absolute Größe, sondern von der speziellen Wahl der Bezugfläche je nach Fragestellung abhängig, kann also für einen Hang ebenso ermittelt werden wie für den ganzen Bergstock oder einen großen Gebirgsraum.
Für flächendeckende Darstellung wird auch ein gleitendes Mittel errechnet, je nach Feinheit etwa für jeden Punkt in einem 10-km-Radius, womit sich die Topographie ganzer Landschaftsräume darstellen lässt. Damit gewinnt man auch Aussagen über die Reliefvariabilität (Vielfältigkeit und Abwechslungsreichtum des morphometrischen Formenschatzes einer Region), was mit zunehmender feinskaligen Auswertung digitaler Geländemodelle, die heute auf satellitengestützten Laserscan-Daten beruhen, sehr präzise Modellierungen erlaubt.
Eine solche Modellierung bietet der Monitor der Siedlungs- und Freiraumentwicklung (IÖR-Monitor). Hier wird deutschlandweit die Reliefenergie bzw. das relative Relief dargestellt. So kann die physische Gliederung des Landes nachvollzogen werden, da auf Grundlage des Digitalen Geländemodells (DGM 10) die Differenz zwischen maximalem und minimalem Höhenwert für jede Gebietseinheit ermittelt wird. In der Abbildung sind deutlich zu erkennen die Mittelgebirgsregionen in Mittel- und Süddeutschland sowie das Alpenvorland an der Grenze zur Schweiz und Österreich. Wie stark die Gebietseinheiten durch das Relief geprägt sind, wird vor allem durch die Wirkung von Flüssen bzw. Flusszuläufen sichtbar. Besonders deutlich zeigt sich reliefgestaltende Wirkung an der Donau und ihren Zuflüssen im Alpenvorland.

## Auswirkungen hoher Reliefenergie
Je größer relative Höhenunterschiede im Gelände sind, desto größer sind auch ihre Auswirkungen auf die naturräumliche Gliederung sowie auf die Wirtschaft.

### Naturraum
Während die absolute Höhe einer Landschaft die  extrazonal-klimatischen Höhenstufen der Vegetation und der -Oberflächenformen bestimmt, führen große relative Höhenunterschiede und steile Hänge vor allem zu azonalen Standorten für die Pflanzenwelt, da sie primär die Bodeneigenschaften und/oder den Wasserhaushalt beeinflussen (etwa Fels, stärkerer Wasserabfluss, Solifluktion u. ä.). Die daraus resultierende Pflanzendecke (etwa Hang- oder Schluchtwald, fast vegetationsfreie Felswände, Schuttvegetation uvm.) und die morphologische Struktur der Hänge haben ebenfalls Auswirkungen auf die Tierwelt und ihre Lebensräume (etwa Verstecke, Höhlen, Vogelfelsen, schnelle Fließgewässer u. ä.).

### Wirtschaft
Die naturräumlichen Besonderheiten haben direkte Auswirkungen auf landwirtschaftliche Aktivitäten: So sind die Anbau- oder Weideflächen häufig kleinflächiger und fragmentierter und Felsen und Gesteinsschutt erschweren die Urbarmachung. Sämtliche infrastrukturellen wirtschaftlichen Vorhaben wie der Bau von Verkehrswegen und Versorgungsleitungen, aber auch viele gewerbliche oder private Bauvorhaben werden ebenfalls erschwert und damit erheblich kostenintensiver. Da eine hohe Reliefenergie mit Verwerfungen des Gesteins einhergeht, ist das für den Bergbau vorteilhaft. Den größten Nutzen haben bergige Landschaften einerseits für die Nutzung der erneuerbaren Energiequellen Wasserkraft und Windenergie und andererseits durch ihren oftmals ästhetischen Reiz für den Tourismus.